# بيتر مارشال (مؤرخ)
بيتر مارشال (بالإنجليزية: Peter Marshall)‏ هو مؤرخ بريطاني، ولد في 26 أكتوبر 1964.